# ペリドット

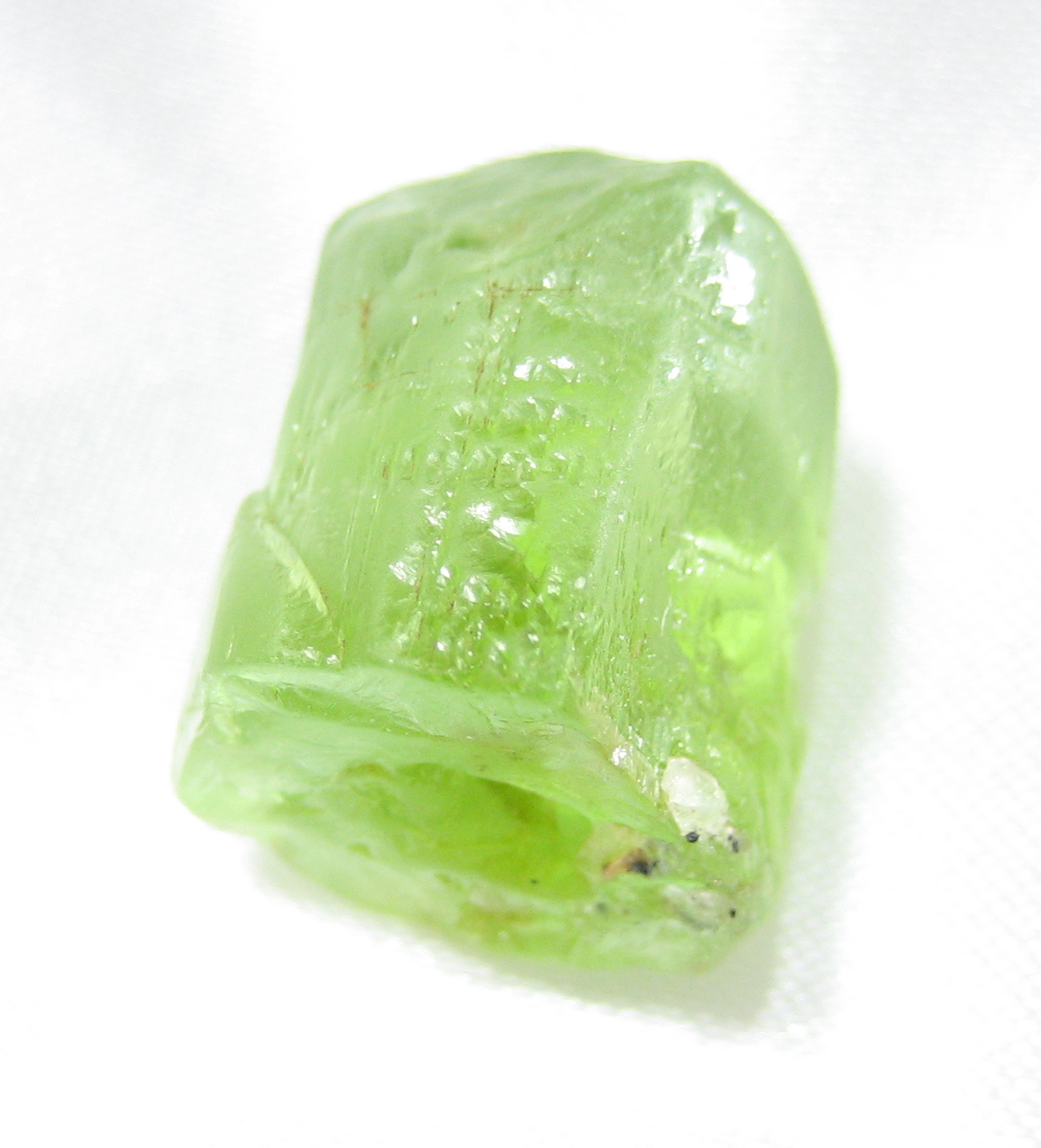
ペリドットの原石

- ペリドット
- ペリドート

ペリドット（英: peridot、ペリドートとも）とは宝石の一種である。カンラン石（苦土橄欖石）の中で、宝石として扱われるものがこう呼ばれる。
アラビア語で「宝石」を意味する فَرِيدَة（farīda(h), ファリーダ）が由来で、faridatと表記したものがperidotに転じたとも言われている。
含有する鉄分の作用によって緑色を示す。
ペリドットは、夜間照明の下でも昼間と変わらない鮮やかな緑色を維持したため、ローマ人からは「夜会のエメラルド」と呼ばれていた。後にペリドットは十字軍によって紅海に浮かぶセントジョンズ島（現在のザバルガッド島）から持ち帰られ、中世の教会の装飾に使われた。200カラット以上ある大きなペリドットが、ケルン大聖堂にある東方の三博士の3つの聖堂を飾っている。

## 性質・特徴
モース硬度：6.5-7.0。
古い産地としては前述のセントジョンズ島があり、鉱脈は枯渇していないものの、採掘が禁じられている。宝石として流通できる品質のものの産地は、アメリカ合衆国のハワイやアリゾナ州、中国、ミャンマーなどである。
この他、石鉄隕石の一種であるパラサイトの中に、まれに宝石質のカンラン石が混じっていることがあり、原石のまま、あるいは特に大きいものはカットされ流通することがある。隕石自体は珍しいものも珍しくないものもあるが、その中でもまれにしか見られず、さらに生成の由来が所有者の夢をかきたてることもあって、たいへん高価である。
ペリドットは、マグネシウムを含む苦土橄欖石と、鉄を含む鉄橄欖石が混ざりあっている。苦土橄欖石が多いと黄緑色、鉄橄欖石が多いと褐色や黒色になる。宝石として使用される黄緑色のものは、苦土橄欖石が90%近くを占める。

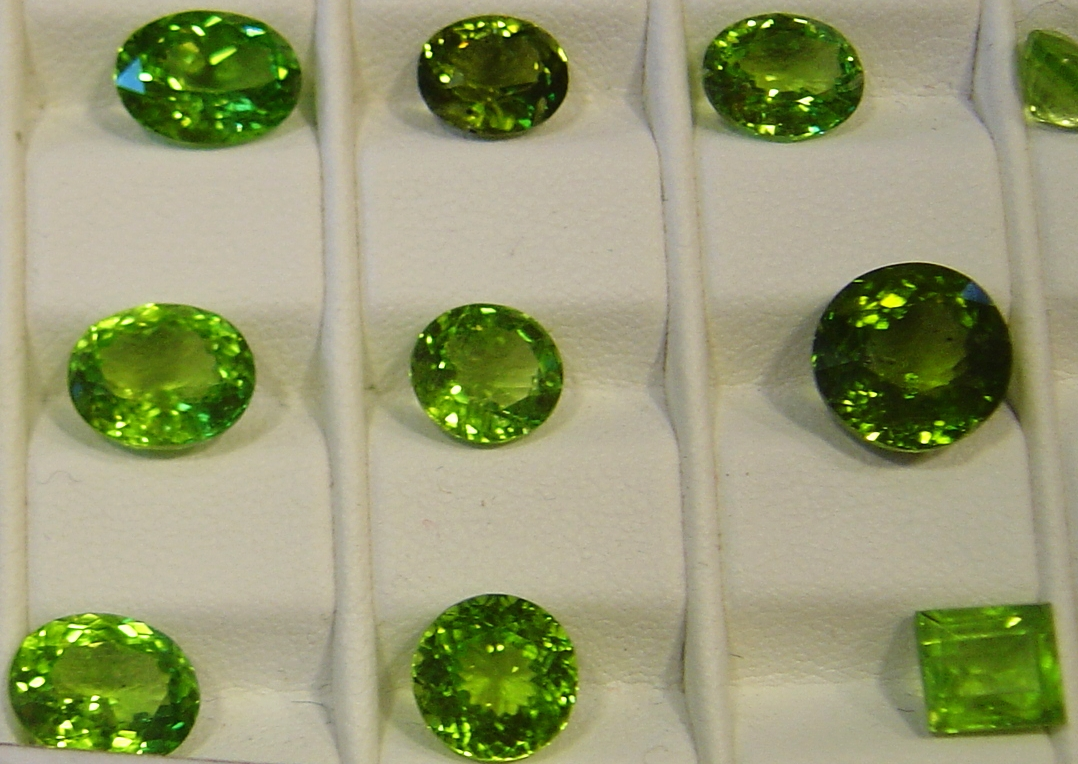
宝石として流通する研磨されたペリドット